# Luis Tut
Luis Alfonso Tut Tun (Acanceh, 22 de junio de 1978) es un eclesiástico católico mexicano, obispo auxiliar de Antequera desde junio de 2024.

## Biografía

### Primeros años
Nació el 22 de junio de 1978 en la localidad mexicana de Acanceh. Hijo del matrimonio formado por Alfonso Tut Chalé, campesino, y María Concepción Tun Chalé.
A los nueve años de edad, fue monaguillo en la Parroquia de la Natividad.
Padece hipoacusia bilateral, es decir, pérdida de audición en ambos oídos, por lo que utiliza auxiliares auditivos. Para tratar esta condición, consultó con un otorrinolaringólogo y recibió atención foniátrica. A causa de la hipoacusia, presentó dificultades para pronunciar la letra s; sin embargo, gracias a las terapias recibidas, este problema es hoy casi imperceptible.

### Formación
Realizó su formación primaria en la «Escuela Amparo Rosado», la secundaria en la «Escuela Secundaria Ermilo Abreu Gómez», y la preparatoria en la «Preparatoria Acanceh».
En septiembre de 1996 ingresó al Seminario Conciliar de Yucatán, donde cursó sus estudios eclesiásticos entre 1996 y 2006. Poco después de su ingreso, comenzó a manifestarse la hipoacusia bilateral, situación que en algún momento lo llevó a considerar abandonar la formación sacerdotal, pues pensaba que la audición era fundamental, especialmente para administrar el sacramento de la penitencia. Sin embargo, las palabras de un padre formador resonaron profundamente en su interior y lo animaron a perseverar en el camino de su vocación sacerdotal.
En agosto de 2006, fue enviado como alumno del Pontificio Colegio Mexicano en Roma. Tras realizar estudios en el Pontificio Ateneo San Anselmo, obtuvo la licenciatura en Teología sacramental, en junio de 2008.

### Sacerdocio
El 12 de octubre de 2005, recibió las orden menor del Lectorado, y el 23 de enero de 2006 recibió el Acolitado.
Fue ordenado diácono el 29 de junio de 2006. Su ordenación sacerdotal fue el 31 de julio del mismo año, en la Catedral de Yucatán, a manos del arzobispo Emilio Carlos Berlie; incardinándose en la arquidiócesis de Yucatán.
Como sacerdote desempeñó los siguientes ministerios:
- Vicario parroquial de «Santo Niño de Atocha», capellán del Instituto de las Hijas de San José, profesor en el Seminario Conciliar de Yucatán, asesor de la «Academia San Juan Diego» para la difusión del Magisterio de la Iglesia, y asesor del movimiento juvenil Comunión y Liberación (2008-2009).[5]

El 1 de junio de 2009, fue nombrado oficial de la Congregación para los Obispos, desempeñando este cargo hasta 2022.
En octubre de 2019, el papa Francisco le concedió la dignidad de Capellán de Su Santidad, que lleva anexo el tratamiento de monseñor. Este título se lo impuso el arzobispo Gustavo Rodríguez Vega, el 22 de diciembre siguiente, en una ceremonia en la Parroquia de la Natividad, de su natal Acanceh.
- Párroco de Santa Inés, en Akil (2022-2024).[8]

### Episcopado
El 21 de junio de 2024, el papa Francisco lo nombró obispo titular de Arba y obispo auxiliar de Antequera. Ese mismo día, le fue impuesto el solideo. Fue consagrado el 22 de agosto del mismo año, en el Auditorio Guelaguetza de Oaxaca, a manos del arzobispo Pedro Vázquez Villalobos.